# 2013年納里尼奧地震
2013年納里尼奧地震是發生在當地時間2013年2月9日上午9時16分（UTC-5）的地震，震央位於哥倫比亞西南部的納里尼奧省所屬自治市帕斯托，其7英里外的小鎮亞寬克爾，芮氏地震規模達到6.9。此次地震影響了納里尼奧省的17個自治市，以及鄰國厄瓜多的部分地區。

## 起因
此區位於活動頻繁的南美洲安地斯山脈，正處在納斯卡板塊和南美洲板塊之間的聚合板塊邊緣，發生碰撞因而導致此起地震。

## 影響
儘管地震規模大，但僅有15人受傷，1,896間房屋受損，可能是因為震源深度達145公里的關係，使得破壞力降低。
哥倫比亞總統胡安·曼努埃爾·桑托斯表示損失輕微，該國救難人員迅速抵達災區。
在距離震央340英里的哥倫比亞首都波哥大也感受到地震，甚至厄瓜多與祕魯也皆有感。